# Georges Laîné
Georges Hippolyte Laîné est un acteur, scénariste et réalisateur français, né le 22 décembre 1869 à Paris 14e et mort le 6 juin 1924 à Paris 18e.

## Biographie
On sait peu de choses sur Georges Laîné, en particulier de ses débuts au théâtre. Son nom n'apparaît en effet pour la première fois qu'en 1894 année où il est engagé au théâtre des Variétés de Marseille pour la saison 1894-1895. De 1896 à 1902, Georges Laîné est de retour sur les scènes parisiennes, notamment au théâtre du Vaudeville, avant un nouvel engagement à Marseille en 1903. À partir de 1904, il se fixe définitivement dans la capitale où il devient membre du Syndicat des artistes dramatiques et où il terminera une carrière relativement discrète au sein de différentes troupes, entre autres celle du théâtre Réjane,
On ignore également à quel moment il a fait ses débuts dans la carrière cinématographique. Il est fort probable en effet qu'il a du être acteur avant de passer de l'autre côté de la caméra comme scénariste et réalisateur. Les acteurs tournaient alors dans les nombreux courts-métrages de fiction sortis dans la décennie précédant la première guerre mondiale qui ne comportaient pas de générique. En dehors de quelques comédiens déjà célèbres au théâtre, les films sortaient sans que la distribution des rôles - quand ce n'était pas le nom des réalisateurs eux-mêmes - ne soit annoncée dans la presse.
Non mobilisé du fait de son âge (45 ans), Georges Laîné va se consacrer au cinéma et essentiellement sur l'écriture et le tournage de films patriotiques à caractère anti-allemand. À la fin de la guerre, il abandonne les plateaux de tournage pour remonter sur scène après la réouverture des théâtres en sommeil pendant la durée du conflit. Il meurt cinq années plus tard à l'âge de 54 ans des suites d'une longue maladie. Ses obsèques ont lieu le 8 juin 1924 au cimetière du Montparnasse.

## Théâtre

### Comme comédien
- 1913 : Les Deux Risques, comédie en un acte de Félix Gandéra et Claude Gével[6], au théâtre Impérial : le vieux monsieur

### Comme auteur
- 1896 : Un voyage à Venise, folie-vaudeville en trois actes de Maurice Froyez et Georges Laîné, musique d'Albert Renaud, au théâtre Déjazet (21 février)

## Filmographie

### Comme réalisateur
- 1915 : Abnégation et forfaiture, drame patriotique en trois parties, scénario de Georges Laîné et Mathias Honoré[7], avec Léontine Massart[8]
- 1916 : Le Moulin tragique[9], drame en trois parties, scénario de Georges Laîné et Mathias Honoré, avec Léon Mathot et Cécile Guyon
- 1918 : Le Mystère du phare d'Armor[10], avec Maud Richard et Lino Manzoni
- 1919 : L'Heureuse vocation, scénario de Roger Max[11], avec Renée Sylvaire et Roger Coutant
- 1921 : Toute une vie, co-réalisé avec Henry de Golen[12], d'après l'œuvre de Georges de Buysieulx[13]

### Comme scénariste
- 1915 : Abnégation et forfaiture, avec la collaboration de Mathias Honoré[14]
- 1916 : Le Moulin tragique, avec la collaboration de Mathias Honoré

### Comme acteur
- 1916 : Le Moulin tragique, de et avec Georges Laîné.